# Небожинський Назар Володимирович
Наза́р Володи́мирович Небожинський (23 січня 1999, м. Рівне, Україна — 30 березня 2022, Чернігівщина) — український спортсмен, військовослужбовець, молодший сержант Збройних сил України, учасник російсько-української війни. Герой України (2023, посмертно).

## Життєпис
Назар Небожинський народився 23 січня 1999 року в місті Рівному.
Грав у бейсбол. Був тренером з бейсболу та софтболу.
Навчався в Рівненському НВК «Колегіум». У 2016 році вступив до Національного університету водного господарства та природокористування. Після закінчення бакалаврату добровільно вступив до лав Збройних сил України.
30 березня 2022 року на Чернігівщині молодший сержант Назар Небожинський, навідник БМП, підбив три ворожі «броні», однак крайня гармата встигла спрацювати і смертельно його поранила. Таким чином він ціною власного життя врятував 20 побратимів.
Похований Назар Небожинський 4 квітня 2022 року на Алеї Героїв на кладовищі «Нове» в Рівному.

## Нагороди
- звання Герой України з удостоєнням ордена «Золота Зірка» (29 вересня 2023, посмертно) — за особисту мужність і героїзм, виявлені у захисті державного суверенітету та територіальної цілісності України, самовіддане служіння Українському народові[6];
- орден «За мужність» III ступеня (20 квітня 2022, посмертно) — за особисту мужність і самовіддані дії, виявлені у захисті державного суверенітету та територіальної цілісності України, вірність військовій присязі[7].

## Вшанування пам'яті
На честь Назара Небожинського названа одна із вулиць Рівного.